# Rapport
Nell'ambito della comunicazione e nella programmazione neuro linguistica (PNL), il rapport (in italiano rapporto o relazione) indica l'instaurarsi di un rapporto di fiducia e affinità reciproca con l'interlocutore durante la comunicazione.
È un processo che molte persone applicano in maniera spontanea e naturale, e viene raramente trasmesso formalmente in alcuni ambiti come il coaching o la terapia, mentre viene spesso insegnato nei corsi di formazione per la vendita. Esistono diverse definizioni di rapport, ma essenzialmente rappresenta un rapporto di fiducia e intesa con un'altra persona.

## Definizione
Secondo i dettami della PNL, il rapport è "una tecnica basilare che fonde comunicazione e relazione, quella condizione generale al cui interno soltanto è possibile la comunicazione efficace".
Sapendo che il linguaggio dell'interlocutore riflette la sua rappresentazione interna dell'esperienza, il praticante ascolta, assimila e ricalca il linguaggio, così come la postura, la respirazione, la gestualità, il tono della voce, il battito delle ciglia ed altri suoi atteggiamenti. Più abilmente il praticante di PNL instaura un rapport a livello sensoriale, più può influenzare l'interlocutore e portarlo verso i cambiamenti che egli desidera. Il rapport è la condivisione inconscia dei modelli di pensiero, percezione e linguaggio. Il motivo principale è che quando le persone creano un rapport riescono più facilmente a comunicare e scambiarsi informazioni. Infatti, una delle definizioni della PNL è "instaura un rapport e associati al loro modello del mondo come preludio per aiutarli a trovare nuove scelte di comportamento".
Il rapport serve a creare un rapporto tra l'emisfero destro del comunicatore e dell'interlocutore. Infatti la comunicazione avviene tra l'emisfero destro di entrambi gli interlocutori, cioè l'inconscio di ogni individuo comunica con l'altro. Ciò è stato dimostrato dall'attivazione dei cosiddetti neuroni specchio (mirror neurons), coinvolti nei processi cerebrali che noi usiamo per mimare inconsapevolmente dei comportamenti, adottandoli per noi stessi.

## Fondamento e origini
Il rapport venne modellato dall'analisi dell'allineamento di Milton Erickson alla fisiologia, al linguaggio e alle qualità vocali dei suoi clienti. Sebbene Erickson fosse limitato nelle sue abilità fisiche, egli avrebbe utilizzato diversi aspetti dei suoi componenti per adattarsi alla fisiologia di qualcun altro. Ad esempio, se un cliente era agitato, camminando su e giù per la stanza, egli avrebbe imitato il ritmo della camminata e il senso di agitazione, così come il ritmo del discorso, enfatizzando ulteriormente il tutto picchettando le dita e accennando con il capo. I suoi studenti osservarono inoltre che Erickson si sarebbe autoindotto ad entrare in uno stato di trance, portando anche l'interlocutore in trance e in un profondo stato di rilassamento usando i suoi stessi processi fisiologici. Il rapport venne usato anche da terapisti come Carl Rogers, Fritz Perls, e Virgina Satir. 

### Applicazione
Esistono diverse modalità di applicazione del rapport con un'altra persona. Una maniera semplice può essere quella di allinearsi sulla sua psicologia, sulle qualità vocali e sulle parole chiave. Applicando questa pratica si mimano le caratteristiche dell'altro, quindi se la persona alza il suo braccio destro, il praticante di PNL alza il suo braccio destro. Altrimenti è possibile rispecchiare i suoi comportamenti come se si guardasse allo specchio, così se egli alza il suo braccio destro, il praticante alza il sinistro. Un'altra possibilità è quella di allineare parte della propria fisiologia con quella dell'interlocutore, ad esempio se egli clicca una penna su e giù, è possibile per il praticante battere i piedi a tempo dei clic. Rispecchiando i comportamenti dell'interlocutore, verranno attivati i neuroni specchio e si verrà ad instaurare un'intesa o una relazione tra i centri nervosi del cervello, dando luogo ad una comunicazione inconscia. Una volta stabilita la comunicazione inconscia, ci si può accorgere di ciò tramite diversi indicatori. Questi potrebbero essere senso di cordialità o semplicemente qualcosa che è scattato. Può verificarsi un cambiamento del colore della pelle verso toni più scuri, e infine l'abilità di guidare la persona. Ad esempio se ci si gratta la gamba, l'interlocutore sarà portato a copiare il praticante senza accorgersene. Questa abilità di guidare la persona richiede inizialmente al praticante di instaurare un livello conscio di fiducia, sufficiente a convincere la mente inconscia a co-operare. Di fatto questa guida avviene solamente se l'interlocutore prova confidenza e fiducia, convincendosi che il rapport possa portare a qualcosa di vantaggioso. Questo meccanismo di autodifesa all'interno della mente inconscia serve ad evitare i rischi di manipolare qualcuno per fargli fare qualcosa che non vuole.
Gli strumenti attraverso il quale si può creare il rapport sono:
- Calibrazione (Calibration);
- Ricalco (Pacing);
- Guida (Leading);

### Calibrazione
Per calibrazione (calibration) si intende avere la capacità di porre l'attenzione sull'altro, di osservare la sua fisiologia e il suo modo di parlare, al fine di calibrare la nostra comunicazione in base alla sua. Questo termine indica l'utilizzo di un'acutezza sensoriale in attesa che si verifichi un cambiamento da parte dell'interlocutore verso uno stato esterno (tono della voce, gestualità, colore della pelle, postura, tensione muscolare) che indica l'avvenuto cambiamento del suo stato interno. Con la calibrazione il praticante di PNL può anche individuare i modelli dell'interlocutore relativi al pensiero, alla comunicazione verbale, alla gestualità, all'emotività, e in generale al modo di agire. Tutto questo è basato sulla comprensione della PNL su tutti i processi interni (pensare, ricordare, immaginare, emozionarsi) in cui vengono usate sequenze di rappresentazione dei nostri sensi.

### Ricalco
Il ricalco o rispecchiamento (pacing o mirroring) indica entrare in rapporto con l'interlocutore e "sintonizzarsi" sulla sua frequenza. Esso quindi consiste nell'allinearsi modificando il modo di atteggiarsi, parlare e agire ricalcando i modi dell'interlocutore. Significa in altri termini entrare nella sua mappa del mondo e osservare il suo punto di vista. Questo può essere fatto solo dopo aver osservato i suoi comportamenti, aver individuato i predicati sensoriali che utilizza e aver compreso la sua mappa e quindi il suo modello del mondo. Il ricalco si suddivide a sua volta in:
- Ricalco verbale (verbal mirroring): esso avviene attraverso l'analisi delle parole più frequentemente utilizzate dall'interlocutore. Tramite i predicati si può dedurre il suo sistema rappresentazionale preferito, e in virtù di ciò è possibile gettare le basi per mettere in pratica il ricalco, e quindi per creare un rapporto sintonico.
- Ricalco extraverbale o non verbale (physical mirroring): avviene attraverso la riporoduzione della postura, della gestualità, dei toni e dei volumi utilizzati dall'interlocutore.

### Guida
La guida (leading) rappresenta la terza e ultima fase del rapport, in cui, una volta "agganciato" l'interlocutore tramite il ricalco, è possibile modificare il proprio ritmo e l'andatura, portando questo a fare lo stesso. La guida viene considerata come la conseguenza del ricalco, e indica in termini semplici "avere un effetto sul comportamento dell'altra persona portandola al cambiamento". Questo permette al praticante di PNL di acquistare un maggior controllo nel rapport. Usando la tecnica della guida il comunicatore porta l'interlocutore a una certa conclusione, presentandogli nuove alternative o nuovi punti di vista durante la conversazione per fargli prendere nuove direzioni.

## Evidenze scientifiche
In ambito scientifico, sono stati condotti numerosi studi che indicano riscontri simili nel valutare quali aspetti della nostra comunicazione abbiano il maggior impatto.
Le ricerche di Mehrabian et al. (1967a, 1967b, 1971) suggerirono che il contenuto delle parole (verbale) conta per solo il 7%, l'aspetto paraverbale (il tono di voce) per il 38%, mentre le espressioni facciali o i movimenti del corpo (non verbale) per il 55%. Lo scopo del suo primo studio era quello di scoprire se durante una comunicazione fossero più importanti le parole o la mimica facciale. Il ricercatore fece ascoltare ad alcuni soggetti una voce femminile registrata che pronunciava la parola "forse" in tre modalità: comunicando interesse, neutralità o distacco. In seguito ai soggetti vennero fatte vedere delle immagini di volti femminili che esprimevano le stesse emozioni con il volto. A quel punto fu chiesto di individuare le emozioni partendo dalla voce, dalle foto, o da entrambe. Come risultato dello studio, le emozioni furono riconosciute più attraverso il viso che attraverso la voce, con un rapporto di 3 a 2. Nel secondo esperimento i soggetti ascoltarono nuove parole registrate; le prime positive (tesoro, cara e grazie); le seconde neutrali (forse, davvero, oh) e le terze negative (non, brutale, e terribile). Le parole erano espresse in vari modi, con diverse emozioni trasferite nella voce, anche incongruenti rispetto al contenuto (una voce dolce per esprimere parole negative e viceversa). L'esperimento dimostrò che le emozioni espresse a voce prevalevano sul contenuto: nel caso di una parola negativa detta con voce dolce, vinceva la dolcezza e viceversa.
Secondo lo psicologo Argyle et al. (1970), il 55% del significato di un messaggio viene dedotto osservando la fisiologia di un'altra persona, il 38% del messaggio viene dedotto dalle qualità vocali, mentre solo il 7% dalle parole che vengono usate. I suoi studi identificarono il fatto che la comunicazione non verbale ha tre funzioni principali: trasmettere informazioni interpersonali tramite il linguaggio del corpo, supportare la comunicazione verbale con l'aggiunti di gesti non verbali come borbottamenti o cenni del capo che offrono e cercano dei feedback, e sostituire il linguaggio reso difficoltoso a causa di fattori ambientali come rumori di fondo o ritrovarsi in un luogo affollato. La comunicazione verbale viene usata per trasmettere informazioni reali.
Birdwhistell (1970) condusse ricerche simili, usando filmati e interazioni tra individui in diversi ambienti, riuscendo a dimostrare la relazione interdipendente tra movimenti, linguaggio, e comunicazione non verbale.
Sandhu et al. (1991, 1993) condussero alcuni studi per stabilire l'impatto della tecnica del mirroring (ricalco) o del non-mirroring sull'empatia, la fiducia, e sull'interazione positiva in uno contesto multiculturale. I risultati suggerirono che il mirroring dei movimenti corporei risulta in un aumento della percezione di empatia.

### Rapport, Mirroring e neuroni specchio
Nel 1995 alcuni ricercatori italiani dell'Università di Parma scoprirono una nuova tipologia di neuroni. Queste cellule, chiamate neuroni specchio, si trovano nella corteccia premotoria delle scimmie così come gli esseri umani. Negli esseri umani fanno parte della specifica area denominata area di Broca, che è anche coinvolta nell'elaborazione del discorso. Anche se le cellule sono correlate all'attività motoria (cioè sono parte del sistema dal quale originano le risposte cinestetiche come muovere un braccio), esse sembrano essere attivate da un input visivo. Quando una scimmia osserva un'altra scimmia (o anche un essere umano), compiere un movimento del corpo, i neuroni specchio si attivano. Mentre lo fanno, la scimmia sembra copiare involontariamente il movimento stesso che ha osservato visivamente. Spesso questo movimento involontario è inibito dal cervello (altrimenti la scimmia sarebbe costantemente la copia ogni altra scimmia), ma il processo imitativo risultante è chiaramente la fonte del detto inglese "monkey see, monkey do" ("scimmia vede, scimmia fa").
Nei soggetti umani, quando questa zona del cervello è esposta al campo magnetico della stimolazione magnetica transcranica (TMS), riducendo così il controllo conscio, allora semplicemente mostrando un film di una persona che raccoglie un oggetto porterà il soggetto a copiare involontariamente quell'esatta azione con la mano. Questa capacità di copiare le azioni di un proprio simile è stata ovviamente molto importante nello sviluppo dell'intelligenza sociale dei primati. Questa permette di identificarsi con la persona che si sta osservando. Quando questa zona del cervello è danneggiata a causa di un ictus, copiare le azioni di un altro diventa quasi impossibile. Lo sviluppo del linguaggio è stato chiaramente il risultato di questa abilità imitativa. Inoltre, vi è una crescente evidenza che l'autismo e la sindrome di Asperger sono legate ad attività anomale dei neuroni specchio.
I neuroni specchio rispondono alle espressioni facciali associate alle emozioni pure, in modo da permettere alla persona di vivere direttamente le emozioni di coloro che osservano. Condon ha meticolosamente studiato delle videoconversazioni, confermando questi modelli. Ha scoperto che in una conversazione di successo, i movimenti come un sorriso o un cenno del capo sono involontariamente imitate dall'altra persona entro 1/15 di secondo. In pochi minuti dall'inizio della conversazione, il tasso del volume, del tono e della parola (numero di suoni al minuto) delle voci delle persone corrispondono. Ciò è correlato con una sincronizzazione del tipo e velocità di respirazione. Anche la postura generale del corpo è regolata sulla conversazione in modo che le persone sembrano corrispondere o risultare speculari. Quando una persona regola l'espressione del viso e altri comportamenti non verbali per allinearsi con gli altri, essa sta effettivamente utilizzando lo stesso schema di attivazione cerebrale dell'altra persona. Quando i neuroni specchio rispondono e copiano le azioni dell'interlocutore, in tal modo si percepisce ciò che esso sta provando. Il risultato è quello che i ricercatori nel campo della psicologia chiamano "contagio emotivo", e che in PNL viene chiamato rapport.

### Conclusioni
Dall'analisi dei vari studi sulla comunicazione non verbale, emerge che essa abbia maggiore importanza rispetto alla parte strettamente verbale, cioè al contenuto delle parole o al significato delle frasi pronunciate in sé. Più o meno in contemporanea, Argyle e Mehrabian dimostrarono questi risultati tramite diversi studi, sebbene le percentuali più comunemente citate facciano riferimento agli studi di Mehrabian. Da notare che sia i risultati di Argyle che quelli di Mehrabian attribuirono all'aspetto strettamente verbale solo il 7% dell'importanza nella comunicazione.
- Comunicazione verbale (contenuto delle parole): 7%
- Comunicazione paraverbale (tono della voce): 38%
- Comunicazione non verbale (movimenti del corpo): 55%

I critici considerano che queste ricerche fossero limitate al contesto dello studio, ed erano state organizzate in maniera semplicistica, osservando solo le risposte a 9 domande da parte di alcuni studenti, poi quelle 9 parole applicate con delle tonalità vocali, poi le stesse 9 parole con toni vocali ed espressioni facciali. Queste percentuali quindi verrebbero citate in maniera impropria per misurare qualsiasi forma di comunicazione, ma in realtà sarebbero il risultato di studi molto specifici volti a stabilire quanto le tre componenti della comunicazione fossero importanti in percentuale durante l'espressione di emozioni e atteggiamenti. Ad ogni modo questi risultati suggeriscono che il principio del rapport, tramite i vari sottoprocessi come calibrazione, ricalco/rispecchiamento e guida, possa avere un alto valore in quanto prevede il controllo o la gestione della comunicazione sotto l'aspetto paraverbale e non-verbale, ovvero ben il 93% del processo comunicativo. Il rapport però si occupa anche dell'aspetto verbale con il ricalco verbale (verbal mirroring), analizzando e riproponendo le parole più usate dall'interlocutore.